# Kafr al-Ward
Kafr al-Ward (arab. كفر الورد) – wieś w Syrii, w muhafazie Aleppo. W 2004 roku liczyła 937 mieszkańców.